# Titkok és hazugságok (film)
A Titkok és hazugságok (eredeti cím: Secrets and Lies) 1996-ban bemutatott brit
filmvígjáték-dráma, melyet Mike Leigh írt és rendezett. A főbb szerepekben Timothy Spall, Brenda Blethyn,Phyllis Logan, Marianne Jean-Baptiste és Claire Rushbrook látható. 
Világpremierje az 1996-os cannes-i filmfesztiválon volt, ahol elnyerte az Arany Pálmát, Blethyn pedig a legjobb női alakítás díját. A színésznő a legjobb női főszereplőnek járó Golden Globe-díjat is átvehette. A filmet az 50. BAFTA-gálán hét, a 69. Oscar-gálán öt kategóriában jelölték díjakra.

## Szereplők
| Szerep               | Színész                | Magyar hang        |
| -------------------- | ---------------------- | ------------------ |
| Maurice Purley       | Timothy Spall          | Bezerédi Zoltán    |
| Cynthia Rose Purley  | Brenda Blethyn         | Molnár Piroska     |
| Monica Purley        | Phyllis Logan          | Nagy-Kálózy Eszter |
| Hortense Cumberbatch | Marianne Jean-Baptiste | Tóth Ildikó        |
| Roxanne Purley       | Claire Rushbrook       | Györgyi Anna       |
| Jane                 | Elizabeth Berrington   | Spilák Klára       |
| Dionne               | Michele Austin         | Szirtes Ági        |
| Paul                 | Lee Ross               | Dolmány Attila     |
| Stuart               | Ron Cook               | Fodor Tamás        |

## Fogadtatás

### Díjak és jelölések
1996-os cannes-i filmfesztivál
- díj: Arany Pálma
- díj: Ökumenikus zsűri díja
- díj: Legjobb női alakítás díja (Brenda Blethyn)

Oscar-díj (1997)
- jelölés: legjobb film (Simon Channing Williams)
- jelölés: legjobb rendező (Mike Leigh)
- jelölés: legjobb eredeti forgatókönyv (Mike Leigh)
- jelölés: legjobb női főszereplő (Brenda Blethyn)
- jelölés: legjobb női mellékszereplő (Marianne Jean-Baptiste)

Golden Globe-díj (1997)
- díj: legjobb női főszereplő – filmdráma (Brenda Blethyn)
- jelölés: legjobb filmdráma (Simon Channing Williams)
- jelölés: legjobb női mellékszereplő (Marianne Jean-Baptiste)

## Fordítás
- Ez a szócikk részben vagy egészben  a   Secrets & Lies (film) című angol Wikipédia-szócikk fordításán alapul.  Az eredeti cikk szerkesztőit annak laptörténete sorolja fel. Ez a jelzés csupán a megfogalmazás eredetét és a szerzői jogokat jelzi, nem szolgál a cikkben szereplő információk forrásmegjelöléseként.